# Elezioni parlamentari in Germania del 1920
Le elezioni legislative tedesche del 1920 furono le seconde consultazioni politiche della Repubblica di Weimar e si tennero il 6 giugno. Quando si conclusero, partirono i preparativi per l'inizio della prima legislatura del Reichstag.
Nonostante il crollo del Partito Socialdemocratico (SPD), che quasi dimezzò i propri consensi pur rimanendo il primo partito, si può affermare che il Paese che uscì da questa tornata elettorale fosse in prevalenza di sinistra: SPD, USPD (socialdemocratici indipendenti, veri vincitori di queste consultazioni) e KPD (comunisti) insieme superarono il 41% sia dei voti che dei seggi.
L'affluenza fu del 79.2%. Dopo che vennero resi noti i risultati, si decise di proseguire con la presidenza di Friedrich Ebert.

## Risultati
| Partito | Partito                                                   | Voti (%) | Voti       | Seggi | Differenza (%) | /       |
| ------- | --------------------------------------------------------- | -------- | ---------- | ----- | -------------- | ------- |
|         | Partito Socialdemocratico di Germania (SPD)               | 21,7     | 6.104.398  | 102   | 16,2           | 61      |
|         | Partito Socialdemocratico Indipendente di Germania (USPD) | 17,9     | 5.046.813  | 84    | 10.3           | 62      |
|         | Partito Popolare Nazionale Tedesco (DNVP)                 | 15,1     | 4.249.100  | 71    | 4.8            | 27      |
|         | Partito Popolare Tedesco (DVP)                            | 13,9     | 3.919.446  | 65    | 9.5            | 46      |
|         | Partito di Centro Tedesco (DZP)                           | 13,6     | 3.845.001  | 64    | 6.1            | 27      |
|         | Partito Democratico Tedesco (DDP)                         | 8,3      | 2.333.741  | 39    | 10.3           | 36      |
|         | Partito Popolare Bavarese (BVP)                           | 4,4      | 1.238.604  | 21    | -              | -       |
|         | Partito Comunista di Germania (KPD)                       | 2,1      | 589.454    | 4     | -              | -       |
|         | Partito Tedesco-Hannoveriano (DHP)                        | 1,1      | 319.108    | 5     | 0.8            | 4       |
|         | Partito dei Contadini Bavarese (BB)                       | 0,8      | 218.596    | 4     | 0.1            | Stabile |
|         | Altri                                                     | 1,1      | 332.071    | <0    |                |         |
| Totale  | Totale                                                    | 100,00   | 28.196.332 | 459   |                | 38      |